# 東149丁目駅
東149丁目駅（ひがし149ちょうめえき、英: East 149th Street）はブロンクス区ロングウッドのサザン・ブールバードと東149丁目の交差点に位置するニューヨーク市地下鉄IRTペラム線の駅である。6系統が終日停車する。

## 駅構造
| G          | 地上階                     | 出入口 |
| P ホーム階 | 相対式ホーム、右側扉が開く | 相対式ホーム、右側扉が開く |
| P ホーム階 | 南行緩行線                 | ← ブルックリン・ブリッジ-シティ・ホール駅行き（東143丁目-セント・メアリーズ・ストリート駅）                                                   |
| P ホーム階 | 混雑方向急行線             | ← 平日日中混雑方向：通過 → |
| P ホーム階 | 北行緩行線                 | → 平日午後：パークチェスター駅行き（ロングウッド・アベニュー駅） → → 平日午後以外：ペラム・ベイ・パーク駅行き（ロングウッド・アベニュー駅） → |
| P ホーム階 | 相対式ホーム、右側扉が開く | |

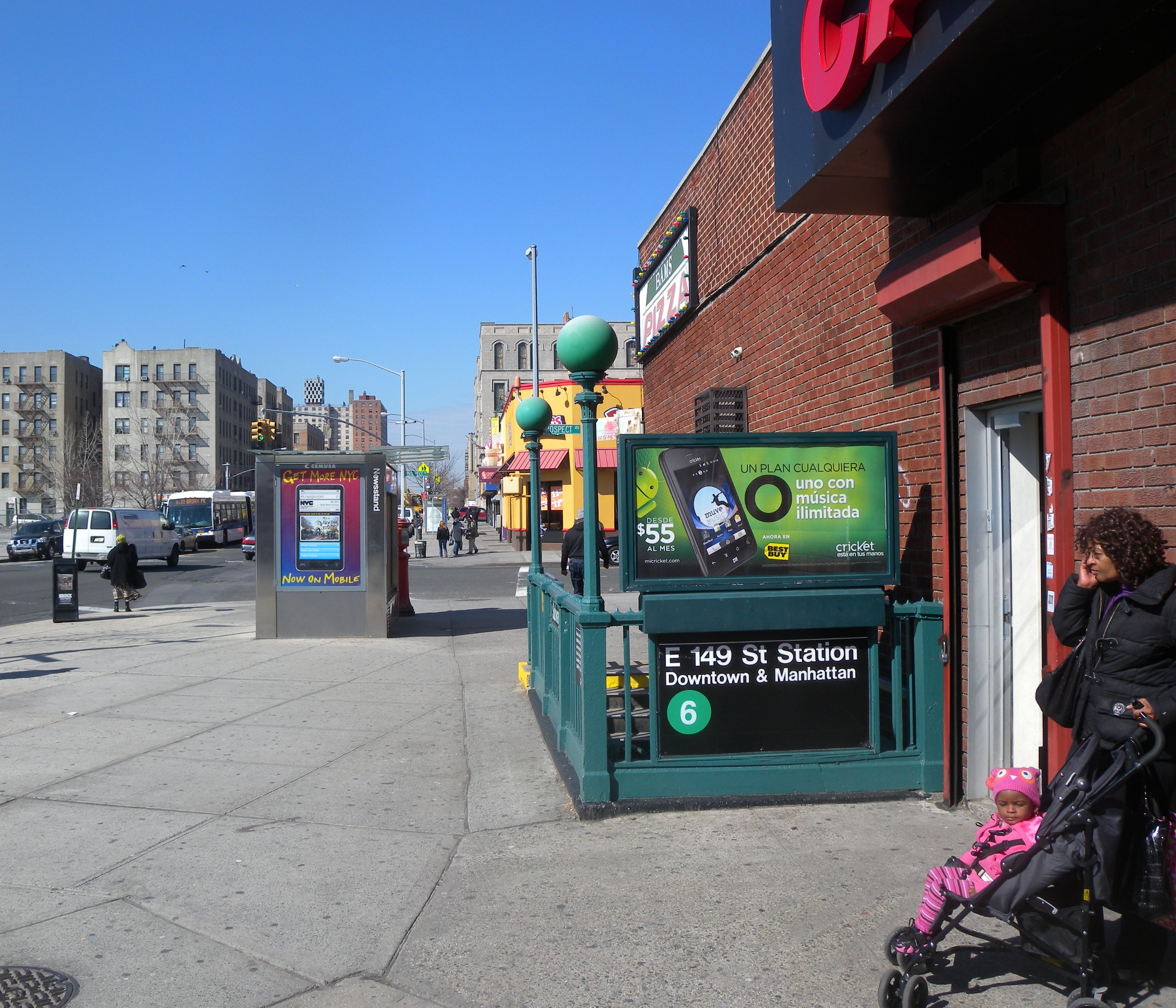
入口

駅はペラム線が3番街-138丁目駅からハンツ・ポイント・アベニュー駅まで延伸開業した1919年1月7日に開業した。相対式ホーム2面と緩行線2線・急行線1線を有した2面3線の地下駅で、中央の急行線はラッシュ時に<6>系統が通過している。1960年代にホームが延伸された。

### 出入口
両ホーム中央に改札口があり、それぞれの改札口に回転式改札機ときっぷ売り場、地上への階段2つがあり北行ホーム側はサザン・ブールバードと東149丁目の交差点南東・北東に1つずつ、南行ホーム側は同交差点北西に2つ接続している。ホーム間連絡通路はなく、改札は南北ホームで分離している。